# Paradise Canyon
Paradise Canyon è un film del 1935 diretto da Carl Pierson.
È un film western statunitense con John Wayne, Marion Burns e Reed Howes.

## Produzione
Il film, diretto da Carl Pierson su una sceneggiatura di Robert Emmett Tansey con il soggetto di Lindsley Parsons, fu prodotto da Paul Malvern per la Lone Star Productions e la Monogram Pictures e girato a Santa Clarita, a Kernville e nel Trem Carr Ranch a Newhall in California nell'aprile del 1935. Il titolo di lavorazione fu Paradise Ranch.

## Distribuzione
Il film fu distribuito negli Stati Uniti dal 20 luglio 1935 al cinema dalla Monogram Pictures. Il film è conosciuto anche con il titolo Guns Along the Trail (titolo versione DVD del 2008 colorizzata).
Alcune delle uscite internazionali sono state:
- nel Regno Unito nel 1936
- in Svezia il 2 novembre 1940 (Det farofyllda spåret)
- in Portogallo (Desfiladeiro do Paraíso)
- in Spagna (El cañón del paraíso)
- in Germania (Feuerwasser und frische Blüten)
- in Francia (L'elixir du docteur Carter)
- in Brasile (O Vale do Paraíso)

## Promozione
Le tagline sono:
- "Where life was raw and might was law!".
- "King of the Cowboys In A Whizz-Bang Western!".
- "THE FIGHT AT ROBBER'S ROOST...It Teems With Action!".

## Remake
Ne sono stati prodotti tre remake:
- Arizona Days (1937)
- The Rangers' Round-Up (1938)
- Harmony Trail (1944)